# Psychotria polytricha
Psychotria polytricha är en måreväxtart som beskrevs av Friedrich Anton Wilhelm Miquel. Psychotria polytricha ingår i släktet Psychotria och familjen måreväxter. Inga underarter finns listade i Catalogue of Life.